# Andrés Sáenz Llorente
Andrés Sáenz Llorente (Cartago, 30 de noviembre de 1826 - San José, 14 de marzo de 1911) fue un médico y político costarricense. Fue hijo de don Francisco Javier Sáenz y Ulloa, firmante del acta de independencia del gobierno español el 29 de octubre de 1821, y de Margarita Llorente y Lafuente, hermana del obispo de Costa Rica Anselmo Llorente y Lafuente. Entre sus hermanos estuvo el licenciado Vicente Sáenz Llorente, presidente de la Corte Suprema de Justicia de Costa Rica. Contrajo matrimonio con doña Mercedes Sandoval y Pérez.
Estudió medicina en la Universidad de San Carlos en la ciudad de Guatemala. Se graduó como licenciado en medicina y cirugía el 30 de agosto de 1851.
De regreso en Costa Rica se dedicó al ejercicio de su profesió. Fue uno de los médicos militares del ejército de Costa Rica en la guerra contra los filibusteros de William Walker y prestó eminentes servicios en la batalla de Rivas en abril de 1856.
También intervino en política. Representó a la provincia de Cartago en la asamblea constituyente de 1859 y a la de San José en las de 1871 (como propietario) y 1880 (como suplente). Fue elegido representante por Cartago en dos oportunidades (1860-1863 y 1866-1868) y diputado por San José en seis oportunidades (1876, 1884-1888, 1888-1892, 1894-1896, 1896-1900 y 1900-1904). Presidió la Comisión Permanente del Congreso Constitucional en diez oportunidades (de 1886 a 1887, de 1887 a 1888, de 1888 a 1889, de 1889 a 1890, de 1894  a 1895, de 1895 a 1896, de 1896 a 1897, de 1898 a 1899, de 1899 a 1900 y de 1900 a 1901).
Fue miembro de la masonería costarricense y alcanzó en ella una elevada jerarquía.